# وجه پرسشی
وجه پرسشی یا استفهام وجهی از فعل که برای بیان پرسش به کار می‌رود. هدف اصلی استفاده از وجه پرسشی، درخواست اخبار است، ولی گاهی برای تأثیر بیشتر کلام به جای سایر انواع جمله استفاده می‌شود. وجه پرسشی در آثار خلاق ادبی کاربرد بسیاری دارد. یکی از دلایل آن این است که نویسندگان این آثار به بیان مسایل عمیق عاطفی، روحی و فلسفی‌ای می‌پردازند که گاه خودشان نسبت به آن‌ها اطلاع کافی ندارند. از سوی دیگر استفاده از وجه پرسشی می‌تواند توجه خواننده را به ماهیت موضوع جلب کند.